# Лі Иль Соль
Лі Иль Соль (리을설; 14 вересня 1921 — 7 листопада 2015) — північнокорейський політик і військовий чиновник. Грав важливу роль в адміністрації Кім Ір Сена та Кім Чен Іра, дослужившись до звання маршала Корейської народної армії. Відповідав за безпеку вищих північнокорейських лідерів та їхніх сімей як командувач гвардії.

## Дитинство та освіта
Лі Иль Соль народився в 1921 році в Чхонджіні, північна провінція Хамгьон. Він можливо проходив навчання в Океанському польовому училищі у Владивостоці або у Військовій академії РСЧА в Хабаровську, обидва в Радянському Союзі.

## Війскова кар'єра
Наприкінці 1930-х років Лі був солдатом Об'єднаної армії Кім Ір Сена, яка була партизанським загоном. Він боровся за незалежність Кореї від Японії разом із Кім Ір Сеном у Другій світовій війні. Лі служив у 88-й снайперській бригаді разом із Кім Ір Сеном, Кім Чол Маном та іншими північнокорейськими політиками першого покоління. Під час початку Корейської війни Лі Уль Соль відповідав за догляд за Кім Чен Іром та Кім Кен Хі, дітьми Кім Ір Сена. Говорять, що Лі взяв на себе роль сурогатного батька Кім Чен Іра, майбутнього лідера Північної Кореї.
Був одним із небагатьох, кому було присвоєно звання маршала, друге за величиною військове звання Північної Кореї. (Інші — це Кім Чен Ір, О Джин У, Чхве Кван, Кім Чен Ин, Кім Ен Чун, Хен Чол Хе, Рі Пхен Чхоль і Пак Чен Чон).
Його повне звання — Маршал Корейської Народної Армії. На іншій своїй важливій посаді — командувача гвардії (1996—2003) — він відповідав за охорону високопоставлених північнокорейських чиновників, включаючи Кім Чен Іра та його родину. Командування гвардії — одна з небагатьох військових посад, на яких спостерігається невелика плинність кадрів, оскільки Лі вдавалося утримувати свою посаду з 1984 по 2003 рік.
Крім того, Лі Иль Соль став членом Центральної військової комісії ТПК у жовтні 1980 і член Комісії національної оборони з травня 1990.

## Політична кар'єра
Лі був заступником делегата на 3, 8, 9, 10, 11 та 12 Верховних народних зборах. У 10-му представляв виборчий округ 583, а в 12-му — виборчий округ 1. Також був членом Центрального комітету Трудової партії Кореї у листопаді 1970 року.
Входив до складу похоронних комітетів Кім Ір Сена та О Джин У. Похоронні комітети часто розглядаються як показники фактичної влади.
У політичному відношенні Лі Иль Соль був одним з останніх членів першого покоління північнокорейського керівництва, що вижили. Його вважали ультраконсерватором. Він пішов із більшості своїх постів у 2003 році під час кадрових перестановок і згодом не вважався великим гравцем у північнокорейській політиці.

## Смерть
Лі Іль Сон помер від раку легень 7 листопада 2015 року, у віці 94 роки Його похоронний комітет складався зі 169 членів, головою якого був Кім Чен Ин.

## Нагороди
Лі Иль Соль був нагороджений різними нагородами, у тому числі орденом Кім Ір Сена, Героя Праці та орденом Державного прапора (1-го ступеня). Йому двічі було надано звання Героя КНДР.
|  |  |  |
|  |  |  |
|  |  |  |
|  |  |  |
|  |  |  |
|  |  |  |
|  |  |  |
|  |  |  |
|  |  |  |
|  |  |  |
|  |  |  |
|  |  |  |
|  |  |  |
|  |  |  |
|  |  |  |
|  |  |  |
|  |  |  |
|  |  |  |
|  |  |  |
|  |  |  |
|  |  |  |